# Cisinski-Modellstruktur
Eine Cisinski-Modellstruktur ist im mathematischen Teilgebiet der Höheren Kategorientheorie eine spezielle Art von Modellstruktur auf Topoi. In der homotopischen Algebra ist dabei insbesondere die Kategorie der simplizialen Mengen von Interesse. Cisinski-Modellstrukturen sind benannt nach Denis-Charles Cisinski, der diese im Jahr 2001 eingeführt hat. Dabei baut seine Arbeit auf noch unvollständigen Ideen von Alexander Grothendieck und seinem Skript Pursuing Stacks aus dem Jahr 1983 auf.

## Definition
Eine kofasernd erzeugte Modellstruktur auf einem Topos, deren Kofaserungen genau die Monomorphismen sind, wird Cisinski-Modellstruktur genannt. Kofasernd erzeugt bedeutet dabei, dass zwei kleine Mengen {\displaystyle I} und {\displaystyle J} an Morphismen existieren, mit welchen alle Kofaserungen und trivialen Kofaserungen über die Hochhebungseigenschaft erzeugt werden:
{\displaystyle \operatorname {Cofib} ={}^{\perp }(I^{\perp });}
{\displaystyle W\cap \operatorname {Cofib} ={}^{\perp }(J^{\perp });}
Generell wird eine die Klasse aller Monomorphismen auf einer Kategorie an Prägarben erzeugende kleine Menge als zelluläres Modell bezeichnet:
{\displaystyle \operatorname {Mono} ={}^{\perp }(I^{\perp }).}
Für jeden Topos existiert ein zelluläres Modell.

## Beispiele
- Joyal-Modellstruktur: Kofaserungen werden erzeugt von Randinklusionen {\displaystyle \partial \Delta ^{n}\hookrightarrow \Delta ^{n}} und triviale Kofaserungen (also innere anodyne Erweiterungen) werden erzeugt von inneren Horninklusionen {\displaystyle \Lambda _{k}^{n}\hookrightarrow \Delta ^{n}} (mit {\displaystyle n\geq 2} und {\displaystyle 0<k<n}).[6][7]
- Kan-Quillen-Modellstruktur: Kofaserungen werden erzeugt von Randinklusionen {\displaystyle \partial \Delta ^{n}\hookrightarrow \Delta ^{n}} und triviale Kofaserungen (hier anodyne Erweiterungen) werden erzeugt von Horninklusionen {\displaystyle \Lambda _{k}^{n}\hookrightarrow \Delta ^{n}} (mit {\displaystyle n\geq 2} und {\displaystyle 0\leq k\leq n}).[6]